# Comunitatea Românilor din Serbia
Comunitatea Românilor din Serbia (CRS) este o organizație din Voivodina (Serbia) care luptă pentru drepturile comunităților de români din Serbia. Președintele ei  este Daniel Magdu.
În momentul de față CRS este singura asociație de interes obștesc a românilor din Serbia, constituită conform legislației sârbe, pentru apărarea și protejarea intereselor naționale ale românilor în domeniile învățământului, culturii, informării, cultelor, uzului oficial al limbii, economiei etc.

## Istoric
CRS a fost fondată la 25 noiembrie 1990 sub numele Comunitatea Românilor din Iugoslavia și a fost înregistrată oficial în 28 decembrie 1990 la Secretariatul (Ministerul) Federal pentru Justiție și Administrație din Belgrad, pe Lista de înregistrare nr. 32, la numărul 94/6.
Numele actual al organizației, Comunitatea Românilor din Serbia, a fost stabilit la ședința anuală a Adunării din ianuarie 2004. Inițiativa a pornit de la un grup de intelectuali deveniți ulterior membrii fondatori și de onoare ai comunității românești din fosta Iugoslavie.
Efectuând o retrospectivă istorică, se poate menționa faptul că din 1869, respectiv 1905, de când românii din fostul Imperiu Austro-Ungar au început să se reorganizeze, CRS este organizația cu cea mai lungă durată în timp și cu cele mai fructuoase realizări din spațiul de sud-vest al poporului român, în direcția păstrării identității naționale.

## Activitate
Pe parcursul celor 15 ani de existență și activitate rodnică a unicei organizații reprezentative a românilor din Serbia, în această regiune s-au desfășurat sute de manifestări cultural-artistice cu caracter românesc. S-au trezit chiar și localitățile aproape deznaționalizate, cele care, pe vremuri, erau românești. Sub auspiciile CRS au fost înființate Uniunea Fanfarelor din Banat și Asociația Studenților, și s-au adoptat hotărârile de înființare a Forumului Femeilor și a Asociației Tineretului Român din Serbia. Comunitatea Românilor din Serbia a organizat și a înființat Festivalul Fanfarelor, Festivalul Copiilor și Festivalul „Colindele neamului”, contribuind în mod nemijlocit la organizarea „Zilelor de teatru ale românilor” și a Festivalului de Folclor, ca manifestări de amploare în direcția cultivării, conservării și promovării valorilor perene ale tezaurului spiritual românesc. La inițiativa CRS a fost înființată, pe lângă Teatrul Național „Steria” din Vârșeț, Scena în limba română.
La inițiativa CRS a fost înființat Institutul Pedagogic: Facultatea de Învățători în limba română și Școala Superioară pentru Educatori, care permit pregătirea cadrelor didactice pentru creșe și grădinițe și învățământul primar cu limba de predare română. La insistența Comunității, au fost redeschise două școli generale cu limba de predare română după o perioadă de 22 de ani în localitățile Seleuș și Sân-Ianeș și au fost promovate cursurile facultative de învățare a limbii române în orașul Covin și Comuna Palilula din Belgrad, respectiv Ovcea.
Pe parcursul celor 15 ani CRS organizează marcarea jubileelor de atestare documentară a localităților cu populație românească și a evenimentelor de ridicare și sfințire a bisericilor românești, precum și restaurarea și pictarea bisericilor.
Colaborarea cu autoritățile de stat din România, respectiv Ministerul Afacerilor Externe, Guvernul României și alte instituții de stat, rămâne un imperativ al CRS pentru a reuși ca în această perioadă de tranziție a statului unional să ne refacem conștiința de neam și spiritualitatea.

### Publicații
Comunitatea Românilor din Serbia editează unica publicație independentă a românilor din Serbia, „Cuvântul românesc”. Pe lângă „Cuvântul românesc” apar suplimente editate de filialele CRS și anume:
- „Opinca” – Coștei,
- „Satul Voievodului” – Voivodinț,
- „Vârșăciorul” – Marcovăț,
- „Nădejdea Râtișorului” – Râtișor,
- „Foaia Sân-Mihaiului” – Sân-Mihai,
- „Foaia bobocilor” – Satu Nou,
- „Cuvântul românesc torăcean” – Torac,
- „Sărcia” – Sărcia,
- „Unirea” – Uzdin,
- „Satul 899” – Nicolinț,
- „Vătaful Cubinului” – Covin,
- „Făclia” – Alibunar.

Editura CRS a tipărit și a sprijinit diverse monografii ale localităților românești, manuale școlare și cărți menite publicului larg românesc.
Siteul CRS: Www.comunitatea-romanilor.org.rs

## Structură
CRS a înființat 36 de filiale în localitățile rurale cu populație românească și 6 filiale în cadrul românilor din Serbia plecați în Occident, precum și 5 Birouri Teritoriale la nivel de „comună” (termen administrativ echivalent cu „raion”, „plasă”), cu sedii proprii. Marea majoritate a filialelor, pe parcursul anilor, au organizat diverse manifestări culturale și nu numai, în localitățile cu populație românească, contribuind la emanciparea și refacerea conștiinței de neam a poporului român din Serbia.
În rândurile CRS au aderat cu drept de membru 13 000 de români din Serbia. În cadrul CRS activează Uniunea Societăților Cultural-Artistice a Românilor din Serbia, Uniunea Fanfarelor din Banat, precum și departamentele permanente pentru cultură, învățământ, culte, relații economice, sport și direcțiile generale axate pe problemele tineretului, familiei, sportului etc.
Organizarea CRS este concepută în felul următor:
- Adunarea, drept organ suprem, este constituită din delegați ai filialelor, în dependență de numărul membrilor;
- Consiliul, în frunte cu un președinte (actualmente Daniel Magu) Vicepreședinti sunt:Ion Omoran,Stevan Mihailov, Sorinel Cornea, Dorel Cebzan si secretarul CRS Traian Turturea.